# AM 748 I 4.º
AM 748 I 4.º es un fragmento de un manuscrito islandés escrito en pergaminos que contiene varios poemas éddicos. Data de principios del siglo XIV. Las seis páginas que se conservan contienen los siguientes poemas, todos ellos mitológicos:
- Grímnismál (completo)
- Hymiskviða (completo)
- Baldrs draumar (completo)
- Skírnismál (parcial)
- Hárbarðsljóð (parcial)
- Vafþrúðnismál (parcial)
- Völundarkviða (sólo el comienzo del prólogo en prosa)

AM 748 I 4.º es el único manuscrito medieval que preserva el Baldrs draumar. Los otros poemas fueron además preservados en el Codex Regius.